# (3603) Gajdušek
(3603) Gajdušek est un astéroïde de la ceinture principale.

## Description
(3603) Gajdušek est un astéroïde de la ceinture principale. Il fut découvert le 5 septembre 1981 à l'observatoire Kleť par Ladislav Brožek. Il présente une orbite caractérisée par un demi-grand axe de 2,57 UA, une excentricité de 0,13 et une inclinaison de 5,2° par rapport à l'écliptique.

## Compléments